# ピエール・ブリュネ
ピエール・ブリュネ（Pierre Brunet、1902年6月28日 - 1991年7月27日）は、フランス出身の男性フィギュアスケート選手。1928年サンモリッツオリンピック、1932年レークプラシッドオリンピックペア金メダリスト。1926年、1928年、1930年、1932年世界フィギュアスケート選手権ペアチャンピオン。パートナーは妻でもあるアンドレ・ブリュネ。リフトやサイドバイサイドでのジャンプ、スピンなどを取り入れ「ペアの歴史を変えた」と称される。

## 経歴
]

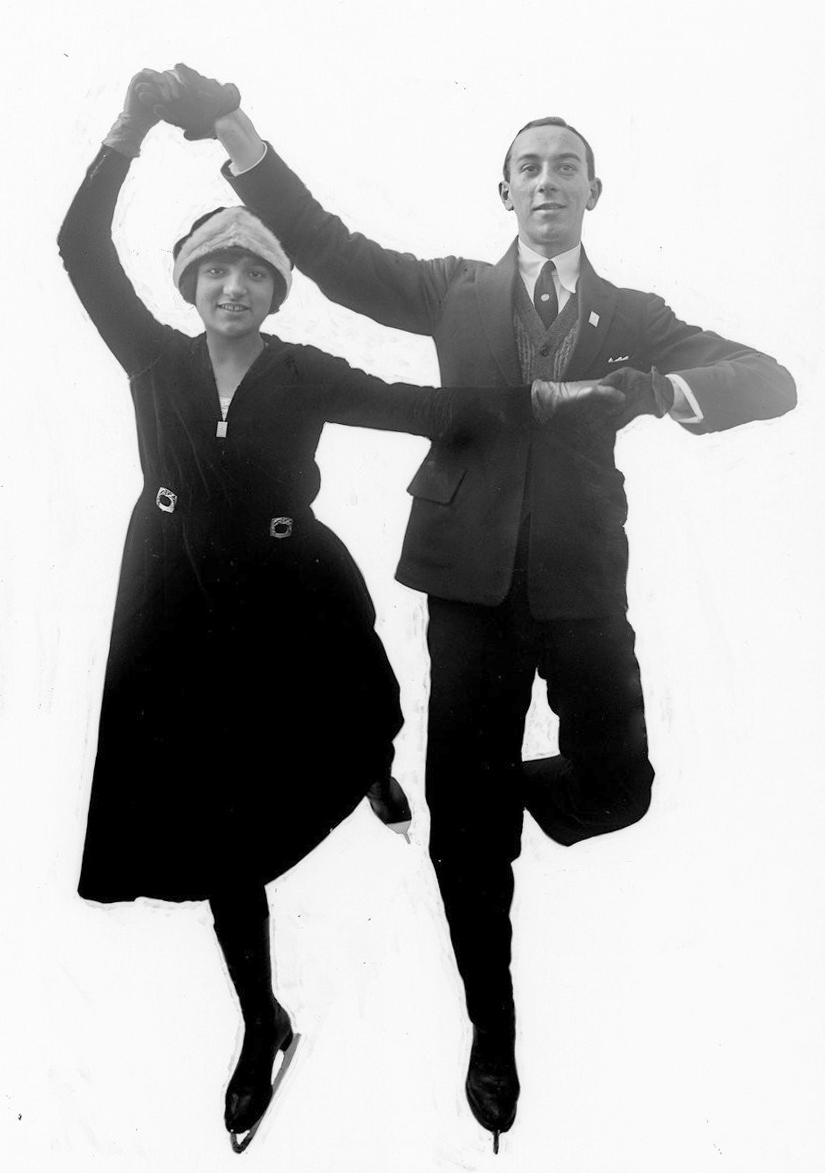
1922年

- 1924年シャモニーオリンピックにペアと男子シングルで出場し、ペアで銅メダルを獲得。
- 1926年、1928年、1930年、1932年世界フィギュアスケート選手権優勝。
- 1928年サンモリッツオリンピックでも再びペアと男子シングルで出場し、ペアで金メダルを獲得。
- 1929年、アンドレ・ジョリーと結婚。以後、妻はアンドレ・ブリュネとして競技会に出場。
- 1932年レークプラシッドオリンピックで2大会連続となる金メダルを獲得。
- 引退後は妻であるアンドレ・ブリュネとともにアメリカでコーチを務め、1960年スコーバレーオリンピック金メダリストのキャロル・ヘイスや1984年サラエボオリンピック金メダリストのスコット・ハミルトンを育てたことで知られている。
- 1976年世界フィギュアスケート殿堂入り。
- 1991年7月27日、アメリカで死去。

## 主な戦績

### ペア
| 大会/年      | 23-24 | 24-25 | 25-26 | 26-27 | 27-28 | 28-29 | 29-30 | 30-31 | 31-32 |
| ------------ | ----- | ----- | ----- | ----- | ----- | ----- | ----- | ----- | ----- |
| オリンピック | 3     |       |       |       | 1     |       |       |       | 1     |
| 世界選手権   |       | 2     | 1     |       | 1     |       | 1     |       | 1     |
| 欧州選手権   |       |       |       |       |       |       |       |       | 1     |

### 男子シングル
| 大会/年      | 23-24 | 24-25 | 25-26 | 26-27 | 27-28 |
| ------------ | ----- | ----- | ----- | ----- | ----- |
| オリンピック | 8     |       |       |       | 7     |